# Callia potiaiuba
Callia potiaiuba är en skalbaggsart som beskrevs av Martins och Maria Helena M. Galileo 2006. Callia potiaiuba ingår i släktet Callia och familjen långhorningar. Inga underarter finns listade.